# Третий дивизион Джей-лиги
Третий дивизион Джей-лиги (яп. Jリーグ・ディビジョン3 Дзэй Ри:гу Дибидзён 3, англ. J. League Division 3) — профессиональная футбольная лига для японских футбольных клубов. Является третьим по силе дивизионом в Японской футбольной лиге (Джей-лиге). В ней выступают 20 клубов. Чемпионат проходит по системе «весна-осень» и проходит с марта по ноябрь, каждая команда проводит 38 матчей.

## История
Третий дивизион Джей-лиги был образован в 2013 году. Целью его создания стала популяризация футбола в Японии и увеличении количества профессиональных команд. В первом сезоне приняли участие 12 команд:
- Гайнарэ Тоттори (вылетел из Второго дивизиона)
- Блаублиц Акита (из Японской футбольной лиги)
- Матида Зельвия (из Японской футбольной лиги)
- Сагамихара (из Японской футбольной лиги)
- Нагано Парсейро (из Японской футбольной лиги)
- Цвайген Канадзава (из Японской футбольной лиги)
- ИСКК Иокогама (из Японской футбольной лиги)
- Рюкю (из Японской футбольной лиги)
- Фукусима Юнайтед (из Японской футбольной лиги)
- Фудзиэда МИФК (из Японской футбольной лиги)
- Грулла Мориока (из Лиги Тохоку)
- Команда Джей-лиги U-22 (в рамках подготовки к Олимпийским играм 2016)

С 2014 по 2020 годы количество команд увеличилось с 13 до 18. В разное время в ней выступали дублирующие составы таких команд, как Токио, Гамба Осака и Сересо Осака. Однако, со временем Японская федерация футбола запретила участие дублирующих составов команд в профессиональных лигах. В 2024 году была введена система плей-офф для повышения во Второй дивизион, а также была включена возможность вылета команды из Третьего дивизиона. Кроме того, количество команд также было зафиксировано — 20.

## Победители и призёры
До 2024 года во Второй дивизион повышались команды, занявшие 1-е и 2-е места, а также вылет команд в Японскую футбольную лигу не происходил. С 2024 года была введена система плей-офф, как ещё один способ повышения (команды с 3 по 6 места играют между собой, а победитель получает повышение). Кроме того, стал возможен вылет команд в Японскую футбольную лигу (при наличии у команды, претендующей на повышение, лицензии Третьего дивизиона Джей-лиги).
| Год  | 1 место            | 2 место              | 3 место             | Плей-офф                |
| ---- | ------------------ | -------------------- | ------------------- | ----------------------- |
| 2014 | Цвайген Канадзава  | Нагано Парсейро      | Матида Зельвия      |                         |
| 2015 | Ренофа Ямагути     | Матида Зельвия       | Нагано Парсейро     |                         |
| 2016 | Оита Тринита       | Тотиги               | Нагано Парсейро     |                         |
| 2017 | Блаублиц Акита     | Тотиги               | Азул Кларо          |                         |
| 2018 | Рюкю               | Кагосима Юнайтед     | Гайнарэ Тоттори     |                         |
| 2019 | Джираванц Китакюсю | Зеспакусацу Гумма    | Фудзиэда МИФК       |                         |
| 2020 | Блаублиц Акита     | Сагамихара           | Нагано Парсейро     |                         |
| 2021 | Роассо Кумамото    | Ивате Грулла Мориока | Тэгэвахаро Миядзаки |                         |
| 2022 | Иваки              | Фудзиэда МИФК        | Кагосима Юнайтед    |                         |
| 2023 | Эхимэ              | Кагосима Юнайтед     | Каталле Тояма       |                         |
| 2024 | Омия Ардия         | Имабари              | Каталле Тояма       | Каталле Тояма (3 место) |

* Жирным выделены клубы, перешедшие во второй дивизион

## Участники сезона 2024
| Название клуба       | Год присоединения | Количество сезонов в J3 | Представляет                         | Последнее участие в J2 |
| -------------------- | ----------------- | ----------------------- | ------------------------------------ | ---------------------- |
| Азул Кларо           | 2017              | 7                       | Нумадзу, Сидзуока                    | -                      |
| Фукусима Юнайтед     | 2014              | 10                      | Префектура Фукусима                  | -                      |
| Гайнарэ Тоттори      | 2011*             | 10                      | Префектура Тоттори                   | 2011-2013              |
| Гифу                 | 2008*             | 4                       | Префектура Гифу                      | 2008-2019              |
| Джираванц Китакюсю   | 2010*             | 4                       | Китакюсю, Фукуока                    | 2020-2021              |
| Имабари              | 2020              | 4                       | Имабари, Эхимэ                       | -                      |
| Ивате Грулла Мориока | 2014              | 9                       | Мориока, Ивате                       | 2022                   |
| Каматамаре Сануки    | 2014*             | 5                       | Такамацу, Кагава                     | 2014-2018              |
| Каталле Тояма        | 2009*             | 9                       | Префектура Тояма                     | 2009-2014              |
| Мацумото Ямага       | 2012*             | 2                       | Центральные города префектуры Нагано | 2020-2021              |
| Нагано Парсейро      | 2014              | 10                      | Северная часть префектуры Нагано     | -                      |
| Нара Клуб            | 2023              | 1                       | Префектура Нара                      | -                      |
| Омия Ардия           | 1999*             | 0                       | Сайтама                              | 2018-2023              |
| Осака                | 2023              | 1                       | Хигасиосака, Осака                   | -                      |
| Рюкю                 | 2014              | 6                       | Префектура Окинава                   | 2019-2022              |
| Сагамихара           | 2014              | 9                       | Сагамихара, Канагава                 | 2021                   |
| Тэгэвахаро Миядзаки  | 2021              | 3                       | Префектура Миядзаки                  | -                      |
| Ванраурэ Хатинохе    | 2019              | 5                       | Хатинохе, Аомори                     | -                      |
| ИСКК Иокогама        | 2014              | 10                      | Иокогама, Канагава                   | -                      |
| Цвайген Канадзава    | 2014              | 1                       | Канадзава, Исикава                   | 2015-2023              |

* Звездочкой выделены клубы, вступившие в Джей-лигу, как участники Второго дивизиона

## Повышение и понижение
Для повышения во Второй дивизион нужно обладать соответствующей лицензией. Вылет команд из лиги возможен лишь в том случае, если команда, претендующая на повышение, обладает лицензией Джей-лиги 3.